# Óscar Estupiñán
Óscar Eduardo Estupiñán Vallesilla (* 29. September 1996 in Cali) ist ein kolumbianischer Fußballspieler.

## Karriere

### Verein
Estupiñán gab sein Debüt in der heimischen Categoría Primera A am 16. Mai 2015, als er im Trikot von Once Caldas gegen Uniautónoma FC auflief. Nach weiteren zwei Spielzeiten in der höchsten kolumbianischen Fußballliga wechselte Estupiñán im Sommer 2017 nach Portugal zu Vitória Guimarães. Bei Vitória Guimarães wurde er vorerst in der zweiten Mannschaft eingesetzt und konnte sich dort mit guten Leistungen für die erste Mannschaft empfehlen. In der ersten portugiesischen Liga gelang ihm jedoch in 14 Einsätzen lediglich ein Tor. Für die Rückrunde der Saison 2018/19 wurde er nach Ecuador zum Barcelona Sporting Club verliehen und erzielte dort fünf Treffer in 9 Pflichtspielen.
Anschließend wechselte Estupiñán für die Saison 2019/20 zum türkischen Erstligisten Denizlispor. Die Leihdauer betrug ein Jahr und er wurde mit sieben Treffern außerdem Torschützenkönig des türkischen Pokals. Nach seiner Rückkehr nach Vitoria, schoss er in seinem Comeback einen Doppelpack beim 4:0-Sieg über CD Santa Clara. Seit der Saison 2022/23 steht er in England beim Championship-Klub Hull City unter Vertrag. Im September 2023 sollte der Spieler bis zum Saisonende an den FC Metz in die französische Ligue 1 verliehen werden, doch schon am 1. Februar 2024 beorderten ihn die Engländer wieder zurück.

### Nationalmannschaft
Am 5. Juni 2022 debütierte der Stürmer für die kolumbianische A-Nationalmannschaft bei einem 1:0-Testspielsieg im spanischen Murcia gegen Saudi-Arabien, als er in der 78. Minute für Éder Balanta eingewechselt wurde.